# Доброта (сериал)
Доброта (на турски: İyilik) е турски драматичен телевизионен сериал, продуциран от Medyapım, чийто първи епизод е излъчен на 29 април 2022 г., режисиран от Мурат Йозтюрк и с участието на Хатидже Шендил, Исмаил Демирджи и Сера Кутлубей. Сериалът, който се състои от 2 сезона, приключва с излъчването на 27-ия си епизод на 20 януари 2023 г.

## Актьорски състав
- Хатидже Шендил – Неслихан Аркун
- Исмаил Демирджи –	Мурат Юджесой
- Сера Кутлубей – Дамла Динчер
- Перихан Саваш – Шахика Аркун
- Мина Акдин – Нехир
- Умут Каплъджа – Бату
- Сефа Тантоулу – Балкан
- Пелинсу Карайел –	Айшъл
- Елиф Гизем – Айкут
- Бахадър Ватаноулу – Атилла
- Илайда Айдън – Гизем
- Ердем Акакче – Неджати
- Чичек Аджар –	Сонгюл
- Сюеда Чил – Хандан
- Мехмет Айкач – Синан
- Дорук Саръдуман
- Гюлин Ермиш
- Айше Тунабойлу – Джелиле
- Джихат Тамер – Харун
- Йозгюр Чевик – Корай Демираа
- Ирем Тунджер – Мелис
- Огюн Каптаноулу – Пойраз
- Йонджа Тюркман – учителката на Нехир
- Кахраман Сиври

## Излъчване
| Сезон | Епизоди | Начало на сезона | Край на сезона | Всички епизоди | ТВ сезон    | ТВ канал | Дата и час    |
| ----- | ------- | ---------------- | -------------- | -------------- | ----------- | -------- | ------------- |
| 1     | 8       | 29 април 2022    | 17 юни 2022    | 1 – 8          | 2022        | FOX      | петък (20:00) |
| 2     | 19      | 9 септември 2022 | 20 януари 2023 | 9 – 27         | 2022 – 2023 | FOX      | петък (20:00) |

### В България
В България сериалът започва на 8 април 2024 г. по bTV Story с разписание всеки делничен ден от 21:30 и завършва на 8 юли. Ролите се озвучаваха от Биляна Петринска, Елена Бойчева, Светлана Смолева, Георги Георгиев – Гого и Даниел Цочев. 
| Сезон | Епизоди | Начало на сезона | Край на сезона | Всички епизоди | ТВ сезон | ТВ канал  | Дата и час                     |
| ----- | ------- | ---------------- | -------------- | -------------- | -------- | --------- | ------------------------------ |
| 1     | 21      | 8 април 2024     | 29 април 2024  | 1 – 21         | 2024     | bTV Story | всеки ден (21:30)              |
| 2     | 53      | 30 април 2024    | 8 юли 2024     | 22 – 74        | 2024     | bTV Story | всеки ден/всеки делник (21:30) |